# Gillonnay
Gillonnay är en kommun i departementet Isère i regionen Auvergne-Rhône-Alpes i sydöstra Frankrike. Kommunen ligger i kantonen La Côte-Saint-André som tillhör arrondissementet Vienne. År 2022 hade Gillonnay 1 020 invånare.

## Befolkningsutveckling
Antalet invånare i kommunen Gillonnay
Referens:INSEE